# ʽUrjan al Gharbiyah
`Urjan al Gharbiyah (în arabă عرجان الغربية) este un oraș mic din guvernoratul Amman din nord-vestul Iordaniei.
Este situat la nord de capitala Amman.